# Mahlathini
Mahlathini (* 1938 in Newcastle, Südafrika, als Simon Nkabinde; † 27. Juli 1999 in Johannesburg) war ein afrikanischer Sänger mit dem Spitznamen The Lion of Soweto. Seine Stilrichtung war Mbaqanga, eine Form der südafrikanischen Popmusik.

## Leben
Er wuchs im Township Alexandra in Johannesburg auf und kam durch seinen Bruder Zeph zur Musik, der mit seiner Band Alexander Black Mambazo recht erfolgreich war, und von denen Ladysmith Black Mambazo später den Namen übernahmen. Für die Gallo Record Company arbeitete er 1964 als Studiomusiker. Von 1964 bis 1997 (ab 1984 mit dem Produzenten West Nkosi) sang er mit den Mahotella Queens zusammen, instrumentell begleitet von der Makgona Tsohle Band. Diese Band aus Pretoria wurde 1964 vom Musikproduzenten Rupert Bopape entdeckt. Marks Mankwane († 1998) spielte die Gitarre, Joseph Makwela eine elektrische Bassgitarre.
Seine erste internationale Beachtung erhielt Mahlathini 1985 durch einen Beitrag für die Zusammenstellung The Indestructible Beat of Soweto. Am 11. Juni 1988 traten sie auf dem Nelson Mandela 70th Birthday Tribute Concert auf. Drei Jahre später, 1991, spielten sie mit Paul Simon vor mehr als 500.000 Menschen im Central Park in New York.
Mahlathini verstarb nach monatelanger Krankheit an den Folgen eines Diabetes. Im Post-Apartheid-Johannesburg wurde die ehemalige Minnaar Street in Fordsburg Mahlathini gewidmet.

## Diskographie
- Sithunyiwe, 1964 (mit den Mahotella Queens)
- Meet the Mahotella Queens, 1964
- Uyavuth Umlilo, 1972 (mit den Mahotella Queens)
- Marriage Is a Problem, 1975 (mit den Mahotella Queens)
- Phezulu Eqhudeni, 1984 (Earthworks-Kompilation)
- The Lion of Soweto, 1987
- Thokozile, 1988 (mit den Mahotella Queens, Earthworks Records)
- Paris - Soweto, 1989 (mit den Mahotella Queens, Celluloid/Mélodie)
- Rhythm and Art, 1990 (mit den Mahotella Queens)
- You’re Telling Tales, 1990 (mit den Mahotella Queens)
- The Lion Roars, 1991 (mit den Mahotella Queens)
- Mbaqanga, 1991 (mit den Mahotella Queens)
- King of the Groaners, 1993 (mit den Mahotella Queens)
- Putting on the Light, 1994 (mit den Mahotella Queens)
- Stoki Stoki, 1996 (mit den Mahotella Queens)
- Umuntu, 1999 (mit den Mahotella Queens)

| Personendaten    | Personendaten                                                 |
| ---------------- | ------------------------------------------------------------- |
| NAME             | Mahlathini                                                    |
| ALTERNATIVNAMEN  | Nkabinde, Simon (Geburtsname); The Lion of Soweto (Spitzname) |
| KURZBESCHREIBUNG | südafrikanischer Sänger                                       |
| GEBURTSDATUM     | 1938                                                          |
| GEBURTSORT       | Newcastle, Südafrika                                          |
| STERBEDATUM      | 27. Juli 1999                                                 |
| STERBEORT        | Johannesburg                                                  |